# Yellow Hedgerow Dreamscape
Yellow Hedgerow Dreamscape è la prima raccolta del gruppo musicale britannico Porcupine Tree, pubblicato nel 1994 dalla Magic Gnome.

## Descrizione
Distribuito in tiratura limitata a 2 500 copie, l'album raccoglie tutto il materiale escluso da On the Sunday of Life..., ovvero i restanti brani che Steven Wilson ha realizzato e pubblicato nei tre demo Tarquin's Seaweed Farm, The Love Death and Mussolini EP e The Nostalgia Factory. Nel disco figura anche la versione originaria di Radioactive Toy, successivamente ampliata per On the Sunday of Life..., e una cover di The Cross di Prince.
Nel febbraio del 2000 la Gates of Dawn ha ristampato l'album in formato vinile, che si caratterizza per la presenza di Out (tratto da The Love Death and Mussolini EP) al posto di The Cross.

## Tracce
Testi e musiche di Steven Wilson, eccetto dove indicato.

### CD
1. Mute – 8:05
2. Landscare – 2:58
3. Prayer – 1:38
4. Daughters in Excess – 6:34
5. Delightful Suicide – 1:04
6. Split Image – 1:53
7. No Reason to Live, No Reason to Die – 11:07
8. Wastecoat – 1:11
9. Towel – 3:37
10. Execution of the Will of the Marquis de Sade – 5:07
11. Track Eleven – 3:00 (testo: Alan Duffy)
12. Radioactive Toy – 5:57
13. An Empty Box – 3:12
14. The Cross/Yellow Hedgerow Dreamscape – 20:44 (The Cross: Prince)
15. Music for the Head – 1:23

### LP
Lato A
1. Mute – 8:08
2. Landscare – 3:02
3. Prayer – 1:35
4. Daughters in Excess – 6:35
5. Delightful Suicide – 1:09
6. Split Image – 1:52

Lato B
1. No Reason to Live, No Reason to Die – 11:06
2. Wastecoat – 1:11
3. Towel – 3:37

Lato C
1. Execution of the Will of the Marquis de Sade – 5:08
2. Track 11 – 3:00 (testo: Alan Duffy)
3. Radioactive Toy – 5:59
4. An Empty Box – 3:19

Lato D
1. Out – 8:58
2. Yellow Hedgerow Dreamscape – 10:45
3. Music for the Head – 1:30

## Formazione
- Steven Wilson – strumentazione (tracce 1, 4, 5, 7, 11, 12 e 14), voce (tracce 1, 10-12), elettronica (tracce 2 e 6), pianoforte (traccia 2), flauto (traccia 3 e 15), organo (tracce 6 e 13), programmazione (traccia 8), chitarra (tracce 9, 10, 13 e 15), basso (tracce 9, 10 e 13), tastiera (tracce 9 e 10), programmazione della batteria (traccia 13)
- Simon Vockings – sintetizzatore (traccia 2), organo (traccia 3)
- Malcom Stocks – chitarra (tracce 2, 8 e 13), voce (tracce 9 e 13), programmazione della batteria (traccia 9), MC (traccia 14)
- Shamus Teale – organo e chitarra (traccia 6)
- Howard Jones – batteria (traccia 10)
- Alex Slater – assistenza tecnica (traccia 11)